# Богдана Петрова
Богдана Петрова е българска певица, продуцент, композитор, текстописец и влогър
Става популярна с победата си в телевизионното предаване „България търси талант“ през 2010 г. по BTV.

## Биография
Богдана е родена на 17 юни 1992 г. в Пловдив, в семейството на медицинската сестра Иванка Петрова и механика Иван Петров. С нейната по-голяма сестра Силвия Петрова още от ранна детска възраст свирят на пиано. Учи в музикална паралелка в училище СОУ „Димитър Матевски“ в класа на Доля Александрова. Има индивидуални уроци по пиано и класическо пеене, а по-късно става и солист на детския училищен хор „Тракийски звънчета“ под ръководството на Снежа Илиева. От 8-и клас учи в училище „Св. св. Кирил и Методий“, където продължава музикалното си образование със специалност „Класическо пиано“. Посещава частни уроци по поп и джаз пеене при вокалния педагог и изпълнител Радиана Задума. Тогава започват и нейните самостоятелни изяви на множество международни и национални конкурси за млади таланти, като е носител на множество първи награди, специални награди и общопризнати дипломи.
През 2010 г. се явява на кастинг за телевизионното предаване „България търси талант“. На 24 март 2010 г. става първият победител в предаването.
Година по-късно кандидатства в АМТИИ – Пловдив където завършва своите две висши музикални образования със специалности „Поп и джаз пеене изпълнителско изкуство“ в класа на Марина Господинова и „Народно пеене изпълнителско изкуство“ в класа на Данка Цветкова.
През 2016 г. започва своята YouTube кариера със създаване на модернизирани обработки върху едни от най-популярните и обичани народни песни на България, както и със създаването на съвсем ново звучене на най-популярните световни хитове. През 2017 г. тя е поканена да открие заседанието на ООН в Ню Йорк, като става първия български изпълнител, излизал на сцената на ООН. По-късно същата година е поканена като специален гост солист в новосъздадената инструментална група „GloBalkan“, състояща се едни от Владимир Карпаров – саксофон, Недялко Недялков – кавал, Петър Миланов – китара и Стоян Янкулов – Стунджи – ударни. Взима участие и в първия албум на групата, издаден през 2018 г.
От 2018 г. работи в собствено студио, като създава множество фолклорни обработки, кавъри на световни хитове и собствени авторски песни. Сама е създател на аранжиментите и обработките си.